# Kung Vilhelms krig
Kung Vilhems krig (1689–1697) (engelska: King William's War) var den nordamerikanska krigsskådeplatsen av Pfalziska tronföljdskriget och det första i en serie av fransk-indianska krig mellan Frankrike och England i Nordamerika för hegemonin över kontinenten. Förutom de två stridande parterna involverade kriget också många indianska nationer allierade med respektive stormakter, medan Spanien var neutralt.

## Översikt
År 1689 uppmuntrade framförallt den engelska kolonin New York Irokesförbundet att anfalla Nya Frankrike. På sommaren förstörde en irokesisk styrka samhället Lachine, vid Montréal, fullständigt. Som gensvar sändes en fransk-indiansk styrka att överfalla och förstöra tre samhällen i New England på vintern 1690. De engelska kolonierna genomförde samma år två samordnade anfall mot Québec och Montréal. En flottstyrka tog först Port Royal, Akadiens residensstad, men misslyckades med att inta Québec. Styrkan som sändes mot Montréal måste vända på grund av epidemier bland soldaterna. Franska styrkor återtog senare Akadien, förhärjade de engelska fiskelägena på Newfoundland och fördrev två gånger engelsmännen från Hudson Bay. Freden i Rijswijk 1697 stipulerade status quo ante bellum. Det som fransmännen erövrat under kriget måste alltså återlämnas.

## Krigshändelser

### Överfallet på Lachine 1689

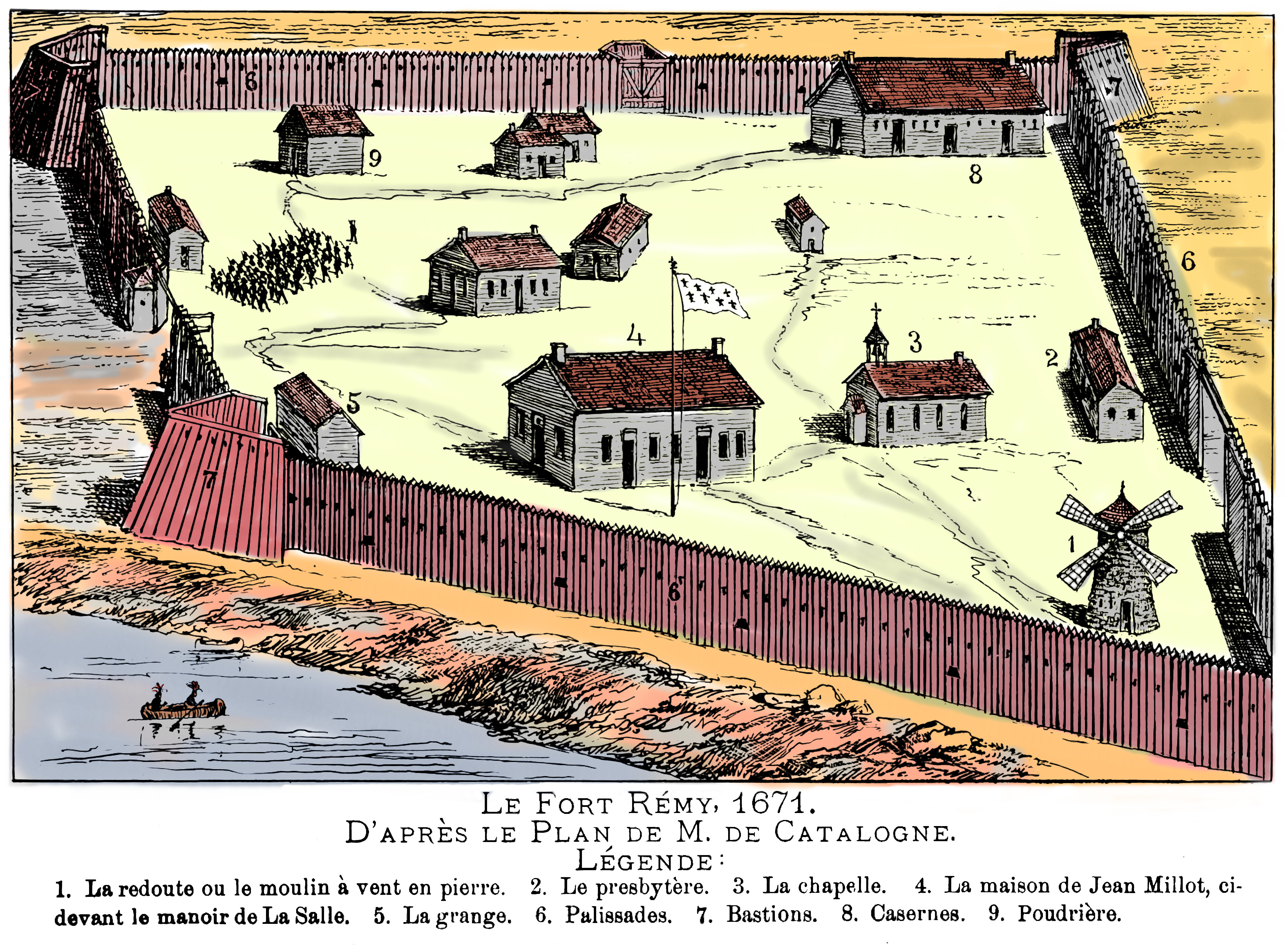
Fortet vid Lachine.

På morgonen den 5 augusti 1689 överföll 1500 mohawkiska krigare det lilla samhället Lachine utanför Montréal. Vid anfallet, som genomfördes på anstiftan av myndigheterna i den engelska kolonin New York, dödades 24 franska kolonister och 60 blev tillfångatagna, medan stora delar av samhället brändes ned. De flesta av de tillfångatagna blev ceremoniellt plågade till döds (brända levande) av de mohawkiska kvinnorna varefter vissa kroppsdelar förtärdes av segrarna. En del små barn som fördes bort adopterades in i det mohawkiska samhället. Några månader senare genomfördes ett nytt överfall på byn La Chesnaye, då ytterligare 42 franska kolonister dödades. Efter striderna fann fransmännen vapen av engelsk tillverkning, vilket gjorde att en stark känsla av förbittring och hämnd uppstod mot de engelska kolonierna.

### Skärmytslingen vid Lac-des-Deux-Montagnes

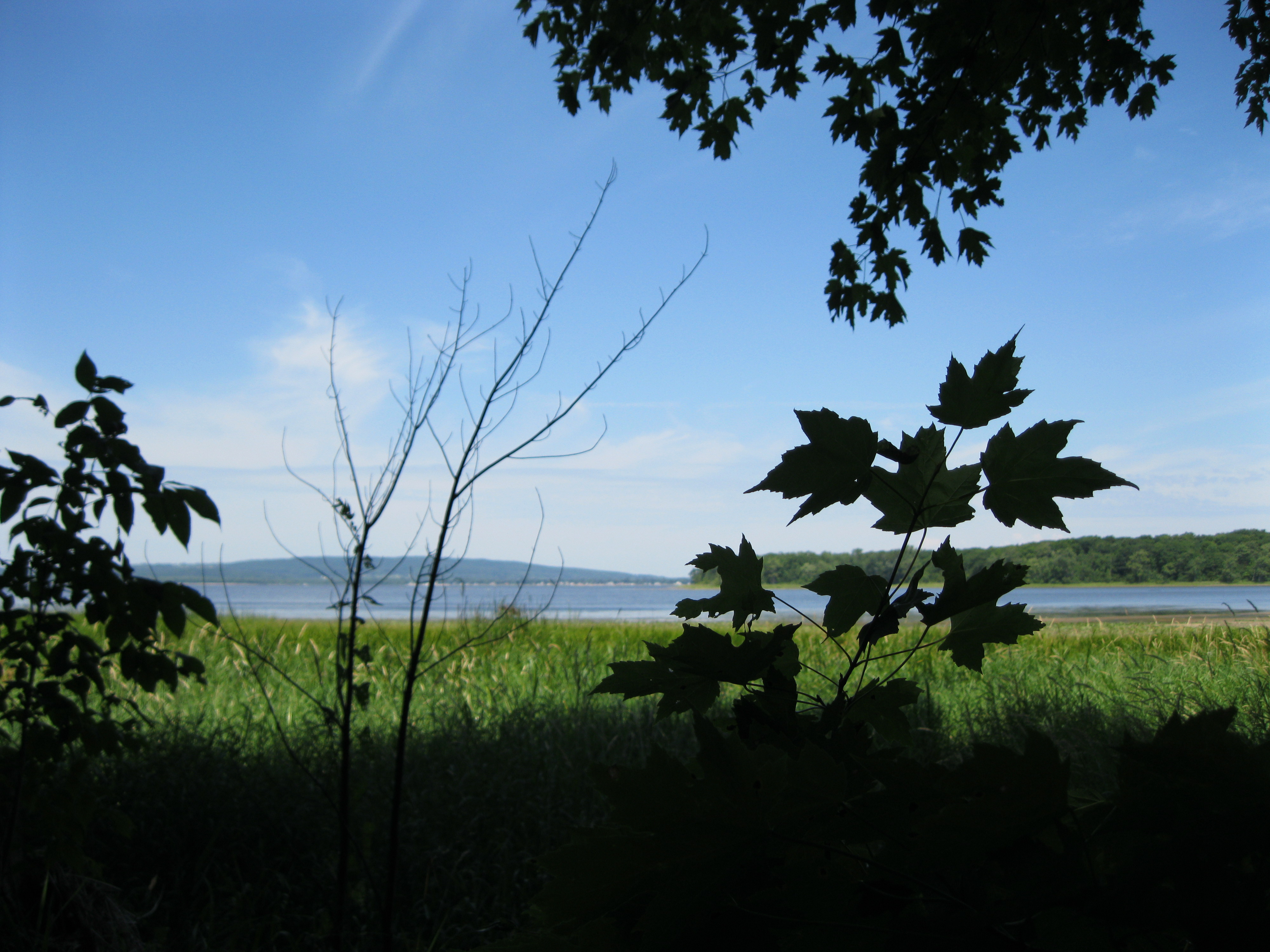
Platsen för skärmytslingen.

Efter överfallet på Lachine sände guvernören ut stridspatruller för att skydda Montréal mot irokesiska överfall. En sådan stridspatrull bestående av 28 erfarna skogsmän stötte den 16 oktober 1689 på en irokesisk strövkår om 22 krigare vid Lac-des-Deux-Montagnes. Den franska styrkan genomförde ett lyckat eldöverfall på irokeserna som lämnade efter sig 18 stupade och 3 tillfångatagna.

### Överfallet på Schenectady 1690
Den 8 februari 1690 genomförde en fransk-indiansk styrka om 260 man under Jacques Le Moyne de Sainte-Hélène ett överfall på det lilla samhället Schenectady i kolonin New York. De flesta av gårdarna brändes och 60 personer, varav 38 män, 10 kvinnor och 12 barn, dödades under striden. 27 fångar togs; de som inte orkade med den långa färden norrut dödades efter vägen.

### Överfallet på Salmon Falls 1690
Byn Salmon Falls (idag Berwick) i Maine, överfölls den 27 mars 1690 av en fransk-indiansk styrka. Byn brändes och de flesta av byborna dödades eller tillfångatogs. Den engelska kolonialmilisen alarmerades och förföljde men drevs tillbaka efter en kort strid.

### Erövringen av Port Royal 1690

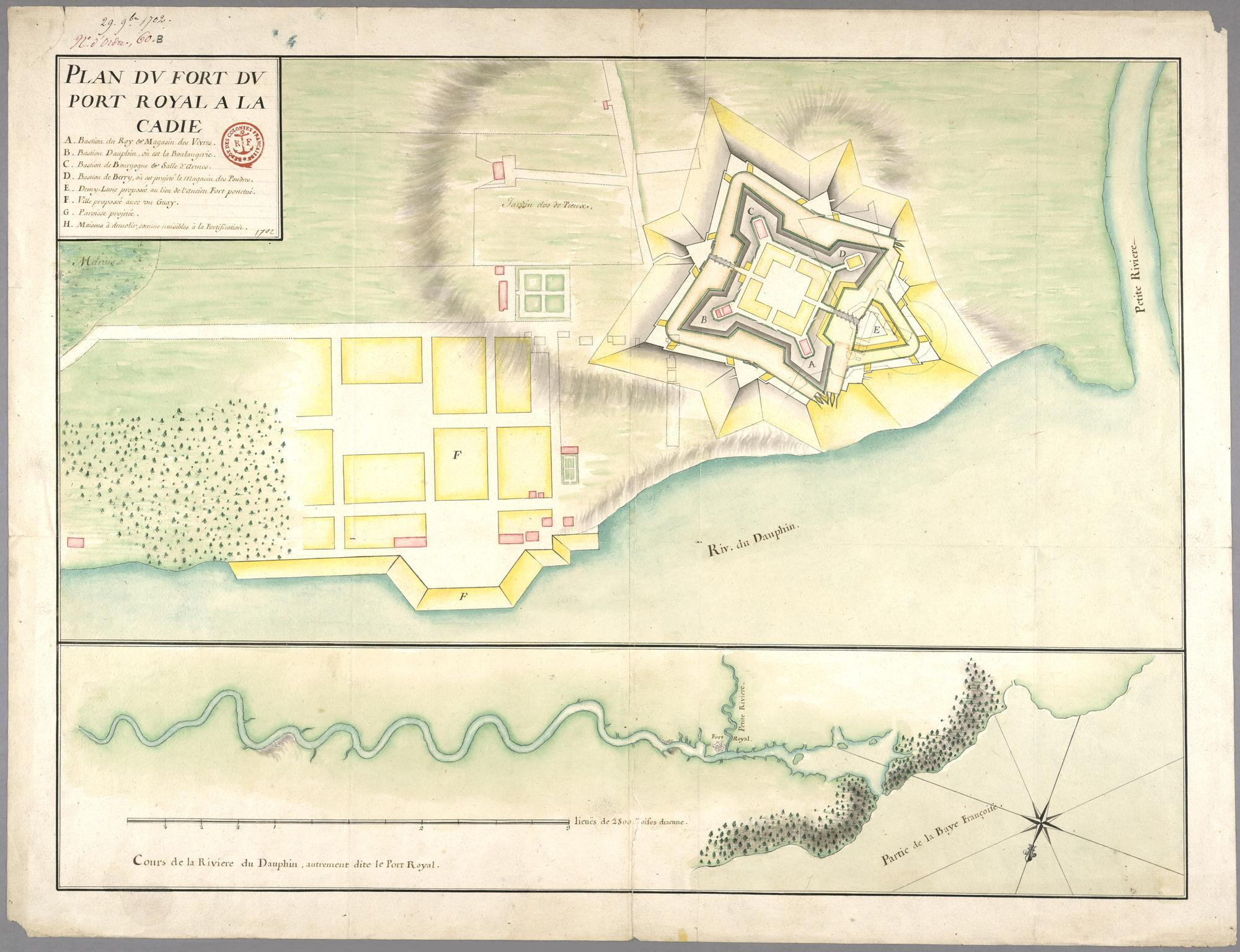
Karta över Port Royal 1702.

Port Royal, Akadiens residensstad kapitulerade den 19 maj 1690 till en överlägsen styrka koloniala provinstrupper från New England. Från engelsk sida hävdade man att akadierna brutit mot kapitulationsvillkoren, varför man plundrade staden och skansen. Plundringens våldsamhet alienerade akadierna och försvårade alla framtida relationer med de engelska kolonierna i New England.

### Erövringen av Fort Loyal 1690
Efter två dagars strider kapitulerade den engelska skansen Fort Loyal den 20 maj 1690 till de anfallande fransmännen. Kapitulationen prisgav samhället – det nuvarande Portland i Maine – och dess invånare dödades eller tillfångatogs medan samhället brändes ned.

### Erövringen av Chedabucto 1690
Ett 80 man starkt detachement engelska provinstrupper anföll den 3 juni den franska skansen Fort St. Louis i Chedabucto i Akadien – dagens Guysborough i Nova Scotia – som försvarades av 12 man. Fransmännen höll ut i sex timmar innan de kapitulerade på hedersamma villkor och sändes till den franska residensstaden Plaisance på Terre-Neuve. Fiskeläget förstördes tillsammans med enorma mängder färdigberedd fisk.

### Anfallet mot Québec 1690

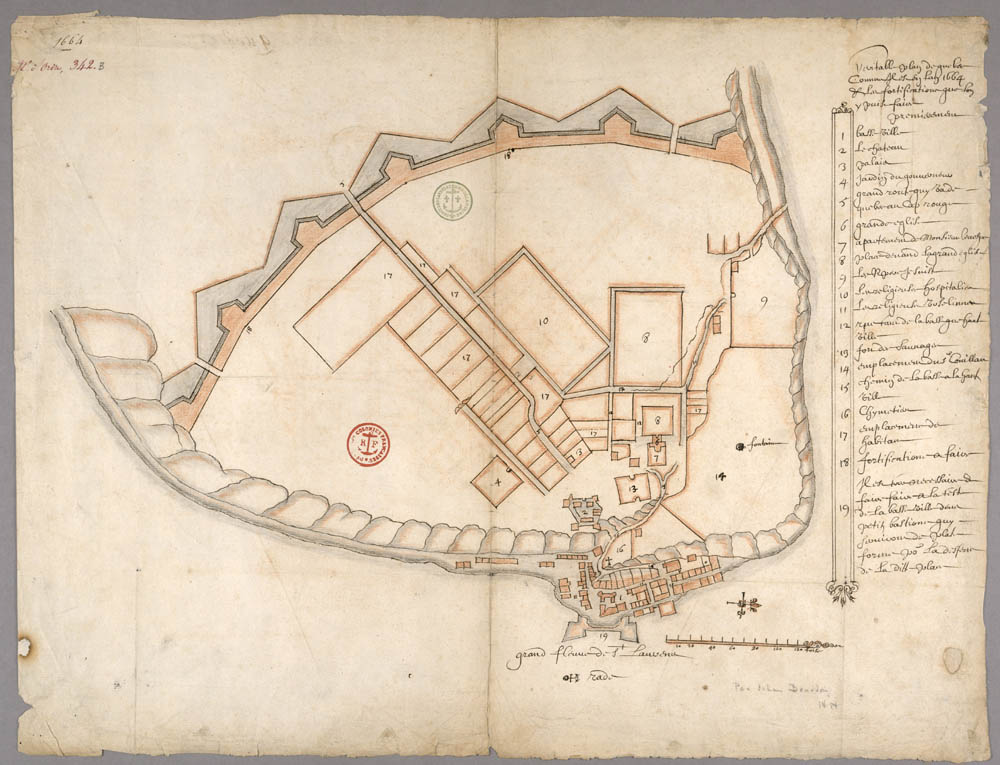
Québecs stadsplan från 1664 visar fästningsmurarna.

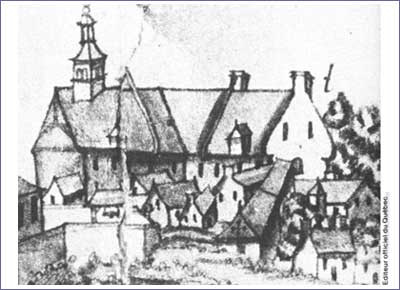
Staden Québec 1688.

Anfallet mot staden Québec 1690 var ett företag som helt och hållet var organiserat av den engelska kolonin Massachusetts och finansierad genom obligationer utgivna mot säkerhet i det krigsbyte som förväntades. Expeditionen bestod av fyra större och 28 mindre fartyg samt 2 300 man provinstrupper. Expeditionens avsegling fördröjdes då man förgäves väntade på krigsmateriel från England. Den anlände därför inte till Québec förrän den 16 oktober. Till försvararnas förfogande stod tre bataljoner marininfanteri och kolonialmilis, tillsammans cirka 3 000 man. Det engelska landstigningsförsöket tillbakaslogs och eldgivningen från de fyra större fartygen besvarades med effektivare eld från strandbatterierna. Den 23 och den 24 oktober utväxlades fångar och expeditionen återvände till Boston.

### Striden vid La Prairie 1691
En anglo-indiansk styrka som utgick från Albany i kolonin New York planerade ett anfall mot Montréal. Under ett kraftigt oväder mötte de en fransk-indiansk styrka vid La Prairie strax före gryningen den 11 augusti 1691. Engelsmännen lyckades tillfoga fransmännen betydande förluster och började sedan dra sig tillbaka. De upphanns dock av ett mindre franskt detachement, som försökte förhindra deras tillbakaryckning. Efter en en timme lång närstrid lyckades den ango-indianska styrkan bryta sig igenom och undkomma. Anfallet mot Montréal avbröts och engelsmännen återvände till Albany.

### Överfallet på York 1692

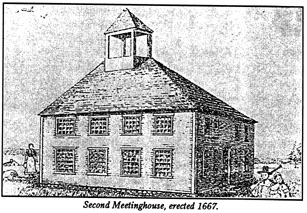
Den första kyrkan i York, Maine byggdes 1667.

En fransk-indiansk styrka överföll den 26 januari 1692 York i Maine, dödade omkring 100 av invånarna och brände ned samhället. Omkring 80 engelska kolonister fördes bort i fångenskap, men blev senare utlösta.

### Överfallet på Mohawkbyarna 1692
I februari 1692 genomförde en fransk-indiansk styrka ett överfall riktat mot de tre viktigaste befästa mohawkbyarna. Byarna brändes och invånarna dödades, tillfångatogs eller flydde. En anglo-indiansk styrka förföljde fransmännen som tvingades lämna efter sig de flesta fångar när de under stora umbäranden ryckte tillbaka. Överfallet försvagade allvarligt mohawkernas stridskraft och bidrog till den fred som 1701 slöts mellan Irokesförbundet och Nya Frankrike.

### Anfallet på Wells 1692
En fransk-indiansk styrka om cirka 400 man anföll den 10 juni 1692 Wells i Maine med avsikt att förstöra samhället. Anfallet slogs emellertid tillbaka av en liten styrka av den lokala kolonialmilisen. Efter en två dagars lång belägring tog de anfallandes ammunition slut och de drog sig tillbaka efter att ha bränt ned kyrkan och de gårdar man kom åt. 

### Erövringen av Fort Albany 1693
En sjöstyrka från Hudson Bay Company återtog 1693 Fort Albany vid Hudson Bay, som 1686 tagits av fransmännen. Den fem man starka garnisonen kunde inte göra mycket motstånds mot kompaniets fyra fartyg.

### Överfallet på Oyster River 1694
Den 18 juli 1694 förstördes samhället Oyster River i provinsen New Hampshire (dagens Durham i New Hampshire) av en fransk-indiansk styrka. 45 invånare dödades och 49 togs tillfånga. Hälften av gårdarna brändes ned, grödan förstördes och boskapen dödades.

### Erövringen av York Factory 1694
En fransk sjöexpedition under befäl av Pierre Le Moyne d'Iberville erövrade den 14 oktober 1694 Hudson Bay Companys handelsfaktori York Factory vid Hudson Bay och döpte om det till Fort Bourbon.

### Erövringen av Fort Bourbon 1695
En engelsk styrka återtog Fort Bourbon 1695 och återgav det dess gamla namn, York Factory.

### Sjöstriden vid Bay of Fundy 1696
Den 14 juli 1696 utkämpades en drabbning i Bay of Fundy mellan två engelska fregatter, Newport, 24 kanoner, och Sorlings, 34 kanoner – vilka hade till uppdrag att förhindra underhållstransporterna från Québec till Akadien – och två franska örlogsfartyg, Envieux och Profond, som resulterade i att Newport togs medan Sorlings och ett kolonialt trängfartyg undkom.

### Överfallet på Onondaga 1696

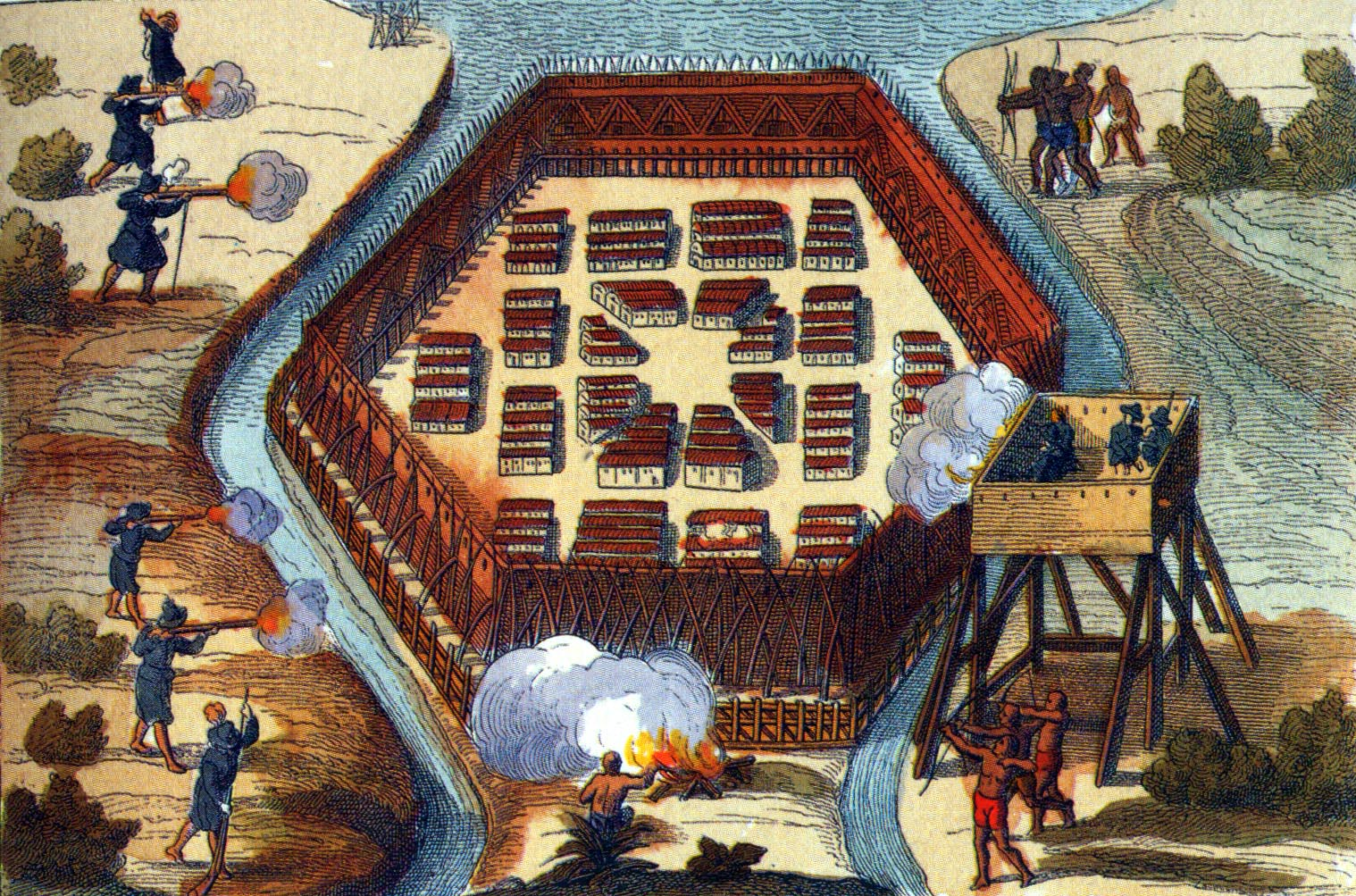
Onondaga, som det såg ut 1615.

En fransk-indiansk styrka om över tvåtusen man anföll den 1 augusti 1696 onondagairokernas befästa huvudby. Vid åsynen av den överlägsna franska styrkan övergav indianerna byn och brände själva ned den. Fransmännen fortsatte förstörelseverket med att förstöra majsåkrarna och gräva upp och förstöra alla dolda matförråd. 

### Erövringen av Fort William Henry 1696

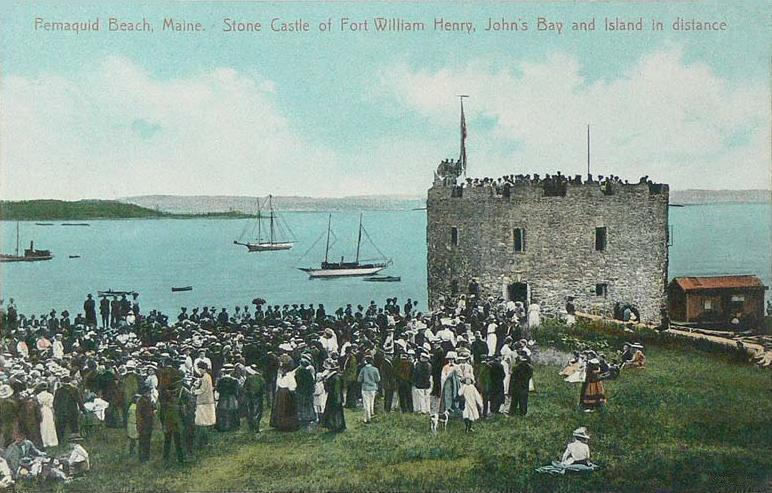
Fort William Henry, Pemaquid, när det hade restaurerats 1908.

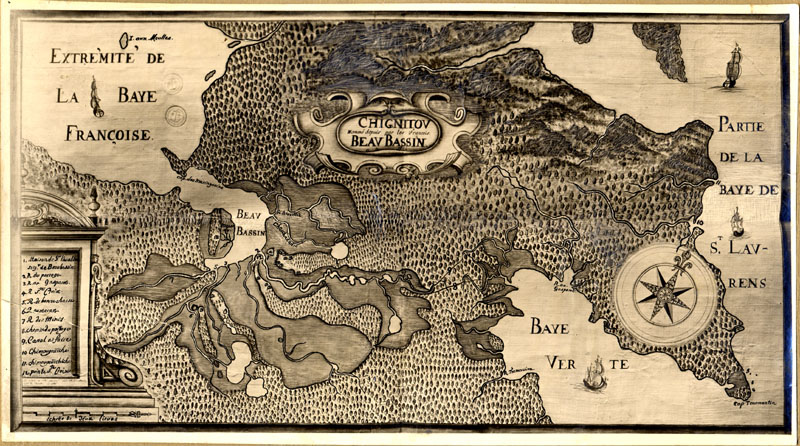
Gammal karta över Chignetonäset.

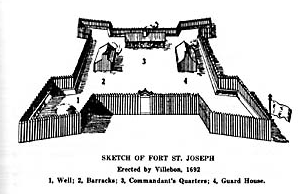
Fort Saint Joseph 1692.

Fransk-indianska styrkor under befäl av Pierre Le Moyne d'Iberville anföll 14–15 augusti 1696 Fort William Henry från landsidan vid Pemaquid (dagens Castine) i Maine. Samtidigt anföll tre franska fartyg från sjösidan. Tre engelska soldater dödades och skansen kapitulerade. Besättningen sändes därefter tillbaka till Boston av fransmännen, där de utväxlades mot franska och indianska krigsfångar som hölls där.

### Härjningen på Chignetonäset 1696
En anglo-indiansk sjöburen styrka bestående av provinstrupper från Massachusetts och irokeser landsteg den 20 september på Chignetonäset i Akadien, drev undan de lokala styrkorna av franska nybyggare och micmacindianer, och påbörjade ett nio dagar långt härjningståg, där halvöns gårdar plundrades och brändes och boskapen slaktades.

### Belägringen av Fort Saint Joseph 1696
Efter att ha härjat på Chignetohalvön fortsatte den anglo-indianska styrkan till Fort Saint Joseph (dagens Fredericton i New Brunswick), vilken var den franske guvernörens residens. Fransmännen hade förberett sig för en belägring och fästet försvarades av en fransk-indiansk styrka. Engelsmännen landsteg den 18 oktober 1696 och inledde belägringsoperationer, men de franska försvararnas artillerield var överlägsen och den anglo-indianska styrkan avbröt belägringen efter bara två dagar efter att ha förlorat åtta stupade och 17 sårade; fransmännen förlorade en stupad och två sårade.

### Härjningarna på Avalonhalvön 1696–1697

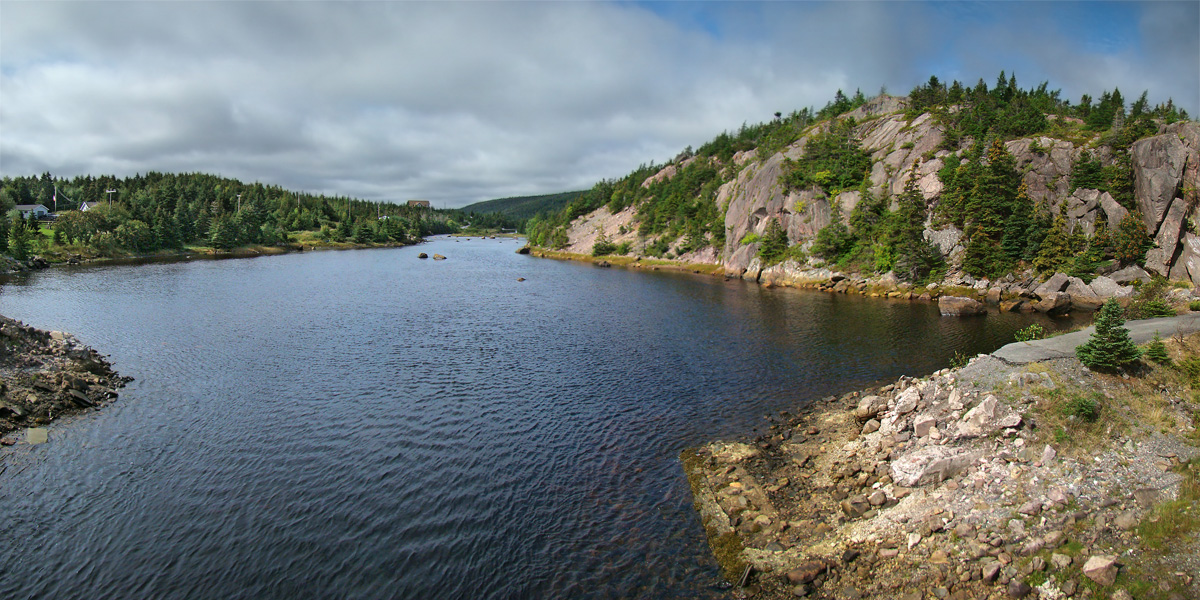
Avalonhalvöns naturförhållanden.

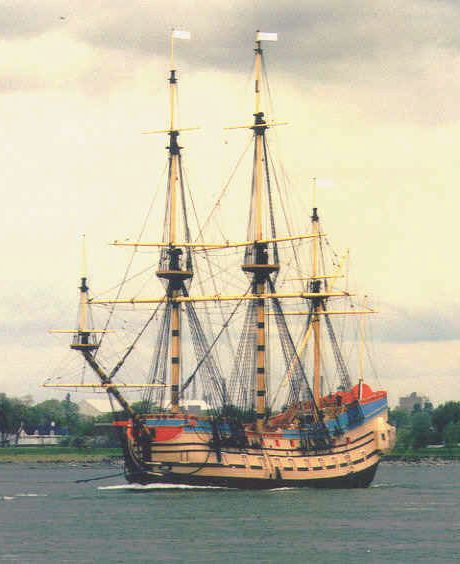
Linjeskeppet Le Pélican (modern replik).

En 124 man stark fransk-indiansk styrka under befäl av Pierre Le Moyne d'Iberville påbörjade 10 november 1696 ett tre månader långt härjningståg på Avalonhalvön på Newfoundland då 23 fiskelägen förstördes. De anfölls såväl från land – där de saknade försvarsverk – som från sjösidan. Härjningarna var ett allvarligt slag mot den engelska närvaron på Newfoundland. Omkring 80 % av invånarna i området dödades, flydde eller tillfångatogs.

### Sjöstriden vid York Factory 1697
Den 5 september 1697 besegrade ett franskt linjeskepp, Le Pélican (44 kanoner) under befäl av Pierre Le Moyne d'Iberville, en engelsk sjöstyrka med linjeskeppet Hampshire (56 kanoner) och två armerade handelsskepp, Dering (36 kanoner) och Hudson's Bay (32 kanoner). Som ett resultat av striden tog Frankrike åter kontroll över York Factory i Hudson Bay.